# 코리 건즈
코리 건즈 (Cory Gunz, 본명: Peter Cory Pankey, Jr., 1987년 6월 22일 ~ )는 미국의 힙합 가수이다. 현재 영 머니 엔터테인먼트에 소속되어 있다.